# Викно (гміна Бендкув)
Викно (пол. Wykno) — село в Польщі, у гміні Бендкув Томашовського повіту Лодзинського воєводства.
Населення — 155 осіб (2011).
У 1975-1998 роках село належало до Пйотрковського воєводства.

## Демографія
Демографічна структура станом на 31 березня 2011 року:
|          | Загалом | Допрацездатний вік | Працездатний вік | Постпрацездатний вік |
| -------- | ------- | ------------------ | ---------------- | -------------------- |
| Чоловіки | 75      | 9                  | 57               | 9                    |
| Жінки    | 80      | 16                 | 43               | 21                   |
| Разом    | 155     | 25                 | 100              | 30                   |